# Lauri Dalla Valle
Lauri Dalla Valle (Kontiolahti, 14 settembre 1991) è un ex calciatore finlandese di origini italiane, di ruolo attaccante.